# Sune Andersson (fotbollsspelare)
Sune Isidor "Mona-Lisa" Andersson, född 22 februari 1921 i Södertälje, död 29 april 2002 i Solna, var en svensk fotbollsspelare och senare fotbollstränare som spelade i det svenska landslag som vann olympiskt guld i OS i London 1948. 
Smeknamnet "Mona-Lisa" fick Andersson på grund av sitt outgrundliga "pokerface" i alla situationer. 
Sune Andersson valdes år 2016 som dess medlem nr 55 in i Svensk fotbolls Hall of Fame.

## Karriär
Andersson spelade på positionerna högerhalv, vänsterhalv och center. Han inledde sin spelarkarriär i Ekerö IK (1934–1939). Han gick därefter till Hagalunds IS, från Solna, där han spelade åren 1939–1946. Efter detta gick han till AIK och spelade där i fyra år mellan 1946 och 1950. 
Han började därför en proffskarriär i Italien och då i AS Roma (1950–1952) och sedan spelförbudet i Sverige hävts för tidigare proffsspelare spelade han för IFK Eskilstuna (1956–1958). Därefter gick han till Kalmar FF (1959–1961) och varvade sedan ner i Finspångs AIK (1962–1963). Han medverkade i 28 landskamper för A-landslaget och var med om att ta hem OS-guld 1948 och VM-brons 1950. 
Andersson var fotbollstränare i Iggesunds IK, IFK Eskilstuna, Kalmar FF, Finspångs AIK, Södertälje SK och Hagalunds IS.

## Privatliv
Den 16 oktober 1948 gifte sig Sune med Ester Majken Andersson. Hon föddes den 6 juni 1922 i Solna och de var gifta fram till hennes död den 23 april 1987. Makarna Andersson är begravda på Solna kyrkogård.

### Fotnoter
1. ↑  ”Alla landslagsmän sedan 1908”.  PDF. Svenska Fotbollförbundet. sid. 2. https://www.svenskfotboll.se/4ae992/globalassets/svff/dokumentdokumentblock/historia-och-statistik/hlandslagsmn1908-2.pdf. Läst 1 augusti 2020.
2. 1 2 3   Sveriges dödbok 1901–2009 Swedish death index 1901–2009 (Version 5.0). Solna: Sveriges Släktforskarförbund. 2010. Libris 11931231
3. ↑  ”Hall of Fame”. www.svenskfotboll.se. Arkiverad från originalet den 6 april 2019. https://web.archive.org/web/20190406055311/https://www.svenskfotboll.se/svff/historik/alla-invalda/. Läst 14 maj 2019.
4. ↑  Sune Isidor Andersson på Gravar.se